# سرطان پوست سلول سنگفرشی
سرطان پوست سلول سنگفرشی که به عنوان کارسینوم سلول سنگفرشی پوستی (سی اس سی سی) نیز شناخته می‌شود، یکی از انواع اصلی سرطان پوست در کنار سرطان سلول‌های بازال و ملانوم است. معمولاً به صورت یک توده سفت با بالای پوسته پوسته ظاهر می‌شود اما می‌تواند زخم نیز ایجاد کند. شروع آن اغلب در طی چند ماه است. سرطان پوست سلول سنگفرشی بیشتر از سرطان سلول بازال به نواحی دور سرایت می کند. هنگامی که به خارجی‌ترین لایه پوست محدود می‌شود، یک شکل پیش سرطانی یا درجا سی اس سی سی به عنوان بیماری بوون شناخته می‌شود.
بزرگترین عامل خطر، قرار گرفتن در معرض مجموع زیاد در معرض اشعه ماوراء بنفش خورشید است. سایر خطرات شامل اسکارهای قبلی، زخم‌های مزمن، کراتوز اکتینیک، پوست روشن‌تر، بیماری بوون، قرار گرفتن در معرض آرسنیک، پرتودرمانی، استعمال دخانیات، عملکرد ضعیف سیستم ایمنی، کارسینوم سلول‌های بازال قبلی و عفونت HPV است. خطر ناشی از اشعه ماوراء بنفش به جای قرار گرفتن در معرض اولیه به قرار گرفتن در معرض کل مربوط می‌شود. تخت‌های برنزه کننده در حال تبدیل شدن به یکی دیگر از منابع رایج اشعه ماوراء بنفش هستند. همچنین در برخی از اختلالات ژنتیکی پوست، مانند خشکی پوست و اشکال خاصی از اپیدرمولیز بولوزا ، خطر افزایش می‌یابد. از سلول‌های سنگفرشی موجود در پوست شروع می‌شود. تشخیص اغلب بر اساس معاینه پوست است و با بیوپسی بافت تأیید می‌شود.
مطالعات جدید in vivo و in vitro ثابت کرده‌اند که تنظیم مثبت FGFR2، زیرمجموعه ای از خانواده ایمونوگلوبین گیرنده فاکتور رشد فیبروبلاست (FGFR)، نقش مهمی در پیشرفت سلول‌های سی اس سی سی دارد. جهش در ژن TPL2 باعث بیان بیش از حد FGFR2 می‌شود که مسیرهای mTORC1 و AKT را در رده‌های سلولی اولیه و متاستاتیک سی اس سی سی فعال می‌کند. تنها با استفاده از FGFR pan-inhibitor, AZD4547، می‌توان مهاجرت و تکثیر سلولی در سی اس سی سی را کاهش داد علاوه بر این، تحقیقات جهش‌های محرک رایج در سی اس سی سی را شناسایی کرده‌است، با تغییرات در مسیرهای NOTCH و پی۵۳ که در فرکانس بالا و جهش‌ها در سی اس سی سی رخ می‌دهد. کرگدن و Ras/MAPK/PI3K در فرکانس پایین‌تر رخ می‌دهند
به نظر می‌رسد کاهش قرار گرفتن در معرض اشعه ماوراء بنفش و استفاده از ضدآفتاب روش‌های مؤثری برای پیشگیری از سرطان پوست سلول سنگفرشی باشد. درمان معمولاً با برداشتن جراحی است. اگر سرطان کوچک باشد، این می‌تواند با برداشتن ساده انجام شود، در غیر این صورت به‌طور کلی جراحی Mohs توصیه می‌شود. گزینه‌های دیگر ممکن است شامل استفاده از سرماخوردگی و پرتودرمانی باشد. در مواردی که گسترش از راه دور رخ داده ممکن است از شیمی درمانی یا درمان بیولوژیک استفاده شود.
تا سال ۲۰۱۵، حدود ۲٫۲ میلیون نفر همزمان دارای سی اس سی سی هستند. حدود ۲۰ درصد از کل موارد سرطان پوست را تشکیل می‌دهد. حدود ۱۲ درصد از مردان و ۷ درصد از زنان در ایالات متحده در مقطعی از زمان دچار سی اس سی سی شدند. در حالی که پیش آگهی معمولاً خوب است، اگر گسترش دور رخ دهد، بقای پنج ساله ~ ۳۴٪ است. در سال ۲۰۱۵ حدود ۵۱۹۰۰ نفر در سراسر جهان جان خود را از دست دادند. سن معمول هنگام تشخیص حدود ۶۶ سال است پس از درمان موفقیت‌آمیز یک مورد از سی اس سی سی، افراد در معرض خطر بالای ابتلا به موارد دیگر هستند.

## علائم و نشانه‌ها

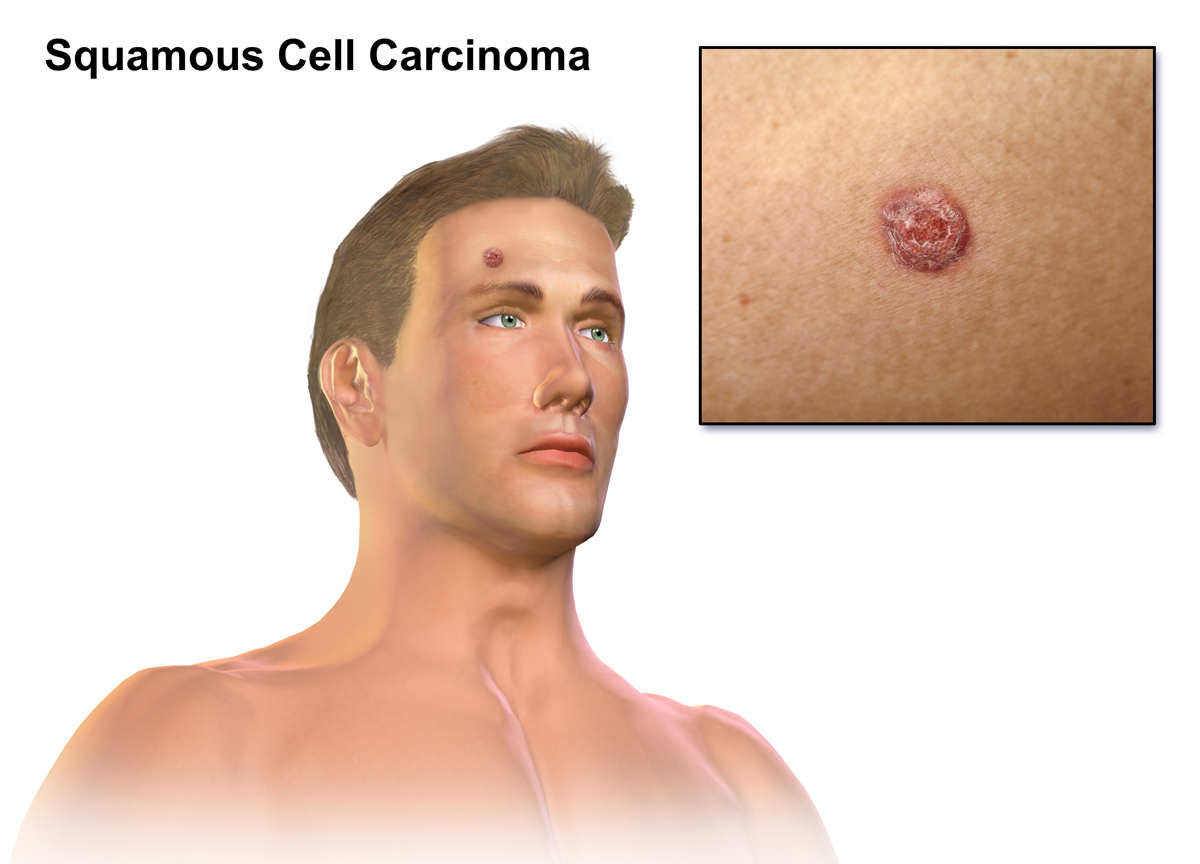
سرطان سلولی فلسی

اس سی سی پوست به صورت یک ندول کوچک شروع می‌شود و با بزرگ شدن مرکز آن نکروزه و ضایعات می‌شود و ندول به زخم تبدیل می‌شود.
- ضایعه ایجاد شده توسط اس سی سی اغلب بدون علامت است
- زخم یا پلاک پوستی مایل به قرمز که به کندی رشد می‌کند
- خونریزی متناوب از تومور، به خصوص روی لب
- ظاهر بالینی بسیار متغیر است
- معمولاً تومور به صورت یک ضایعه زخمی با لبه‌های سخت و برجسته ظاهر می‌شود
- تومور ممکن است به شکل یک پلاک سخت یا یک پاپول، اغلب با کیفیت مادی، با عروق خونی کوچک باشد.
- تومور می‌تواند زیر سطح پوست اطراف قرار گیرد و در نهایت زخم می‌زند و به بافت زیرین حمله می‌کند.
- تومور معمولاً در نواحی در معرض آفتاب (مانند پشت دست، پوست سر، لب و سطح فوقانی پینا) ظاهر می‌شود.
- روی لب، تومور یک زخم کوچک ایجاد می‌کند که بهبود نمی‌یابد و به‌طور متناوب خونریزی می‌کند.
- شواهد آسیب پوستی مزمن مانند کراتوزهای اکتینیک متعدد (کراتوزهای خورشیدی)
- تومور نسبتاً کند رشد می‌کند

### انتشار
- بر خلاف کارسینوم سلول بازال (بی سی سی)، کارسینوم سلول سنگفرشی (اس سی سی) خطر بیشتری برای متاستاز دارد.
- خطر متاستاز از نظر بالینی در اس سی سی بیشتر است که در اسکارها، روی لب‌های پایین یا مخاط ایجاد می‌شود و در بیماران مبتلا به پیوند اعضا با سرکوب سیستم ایمنی و جامد اتفاق می‌افتد. خطر متاستاز نیز در اس سی سی که بیش از ۲ است بیشتر است سانتی‌متر قطر، رشد در لایه چربی و در امتداد اعصاب، ضخامت بیش از ۶ میلی‌متر.[۱۸][۱۹]

## علل
کارسینوم سلول سنگفرشی دومین سرطان شایع پوست است (بعد از کارسینوم سلول بازال اما شایعتر از ملانوما). معمولاً در مناطقی که در معرض نور خورشید هستند رخ می‌دهد. قرار گرفتن در معرض نور خورشید و سرکوب سیستم ایمنی از عوامل خطر برای اس سی سی پوست هستند و قرار گرفتن در معرض آفتاب مزمن قوی‌ترین عامل خطر محیطی است. خطر شروع متاستاز بیش از ۱۰ سال وجود دارد پس از ظهور قابل تشخیص کارسینوم سلول سنگفرشی، اما خطر کم است، هر چند زیاد بیشتر از کارسینوم سلول بازال است. سرطان سلول سنگفرشی لب و گوش دارای میزان بالایی از عود موضعی و متاستاز دوردست است. در یک مطالعه اخیر، همچنین نشان داده شده‌است که حذف یا کاهش شدید ژنی با عنوان Tpl2 (منبع پیشرفت تومور ۲) ممکن است در پیشرفت کراتینوسیت‌های طبیعی به سرطان سلول سنگفرشی دخیل باشد.
اس سی سی‌ها حدود ۲۰ درصد از سرطان‌های پوست غیر ملانومی را نشان می‌دهند، اما ۸۰ تا ۹۰ درصد از سرطان‌های دارای پتانسیل متاستاتیک روی سر و گردن قرار دارند.
سیگار کشیدن همچنین خطر ابتلا به سرطان سلول سنگفرشی پوست را افزایش می‌دهد.
اکثریت قریب به اتفاق اس سی سی‌ها مربوط به پوست هستند و اغلب در نتیجه قرار گرفتن در معرض اشعه ماوراء بنفش هستند. اس سی سی‌ها معمولاً در قسمت‌هایی از بدن که معمولاً در معرض نور خورشید قرار دارند ایجاد می‌شوند. صورت، گوش‌ها، گردن، دست‌ها یا بازو. علامت اصلی یک برآمدگی در حال رشد است که ممکن است سطحی خشن و پوسته‌دار و لکه‌های قرمز مایل به صاف داشته باشد. بر خلاف کارسینوم‌های سلول بازال، اس سی سی‌ها خطر بیشتری برای متاستاز دارند و ممکن است به غدد لنفاوی منطقه گسترش یابند،
اریتروپلازی کویرات (اس سی سی in situ سرنره یا غلفه در مردان، M : 733  : 656  یا فرج در ماده‌ها) ممکن است توسط ویروس پاپیلومای انسانی القا شود. گزارش شده‌است که در لیمبوس قرنیه اسکلرال رخ می‌دهد. اریتروپلازی Queyrat ممکن است در مخاط مقعد یا مخاط دهان نیز رخ دهد. برخی منابع بیان می‌کنند که این وضعیت مترادف با بیماری بوون است، اما به‌طور کلی بیماری بوون به کارسینوم در محل در هر مکان روی پوست مانند ساق پا اشاره دارد.
از نظر ژنتیکی، تومورهای اس سی سی دارای فرکانس‌های بالای جهش‌های NOTCH و p53 و همچنین تغییرات کمتر مکرر در هیستون استیل ترانسفراز EP300، زیرواحد کمپلکس بازسازی‌کننده کروماتین SWI/SNF PBRM1، ترمیم DNA deubiquitinase, USP28، و NFKBCH، و علامت‌گذاری NOTCH است.

### سرکوب سیستم ایمنی
افرادی که پیوند عضو جامد دریافت کرده‌اند به دلیل استفاده از داروهای سرکوب کننده سیستم ایمنی مزمن در معرض خطر ابتلا به سرطان سلول سنگفرشی قرار دارند. در حالی که خطر ابتلا به همه سرطان‌های پوست با این داروها افزایش می‌یابد، این تأثیر به‌ویژه برای اس سی سی شدید است و نسبت خطر آن تا ۲۵۰ گزارش شده‌است، در مقابل ۴۰ برای کارسینوم سلول بازال. بروز اس سی سی با زمان پس از پیوند افزایش می‌یابد. دریافت کنندگان پیوند قلب و ریه به دلیل استفاده از داروهای سرکوب کننده سیستم ایمنی شدیدتر، در بالاترین خطر ابتلا به اس سی سی قرار دارند.
سرطان سلول سنگفرشی پوست در افراد تحت ایمونوتراپی یا مبتلا به اختلالات لنفوپرولیفراتیو (به عنوان مثال لوسمی) بدون توجه به محل آنها بسیار تهاجمی تر است. خطر اس سی سی و به‌طور کلی سرطان‌های پوست غیر ملانوما، با رژیم دارویی سرکوب کننده سیستم ایمنی انتخاب شده متفاوت است. این خطر در مورد مهارکننده‌های کلسینورین مانند سیکلوسپورین و تاکرولیموس و کمترین خطر با مهارکننده‌های mTOR مانند سیرولیموس و اورولیموس است. آنتی متابولیت‌های آزاتیوپرین و مایکوفنولیک اسید دارای مشخصات خطر متوسطی هستند.

## تشخیص

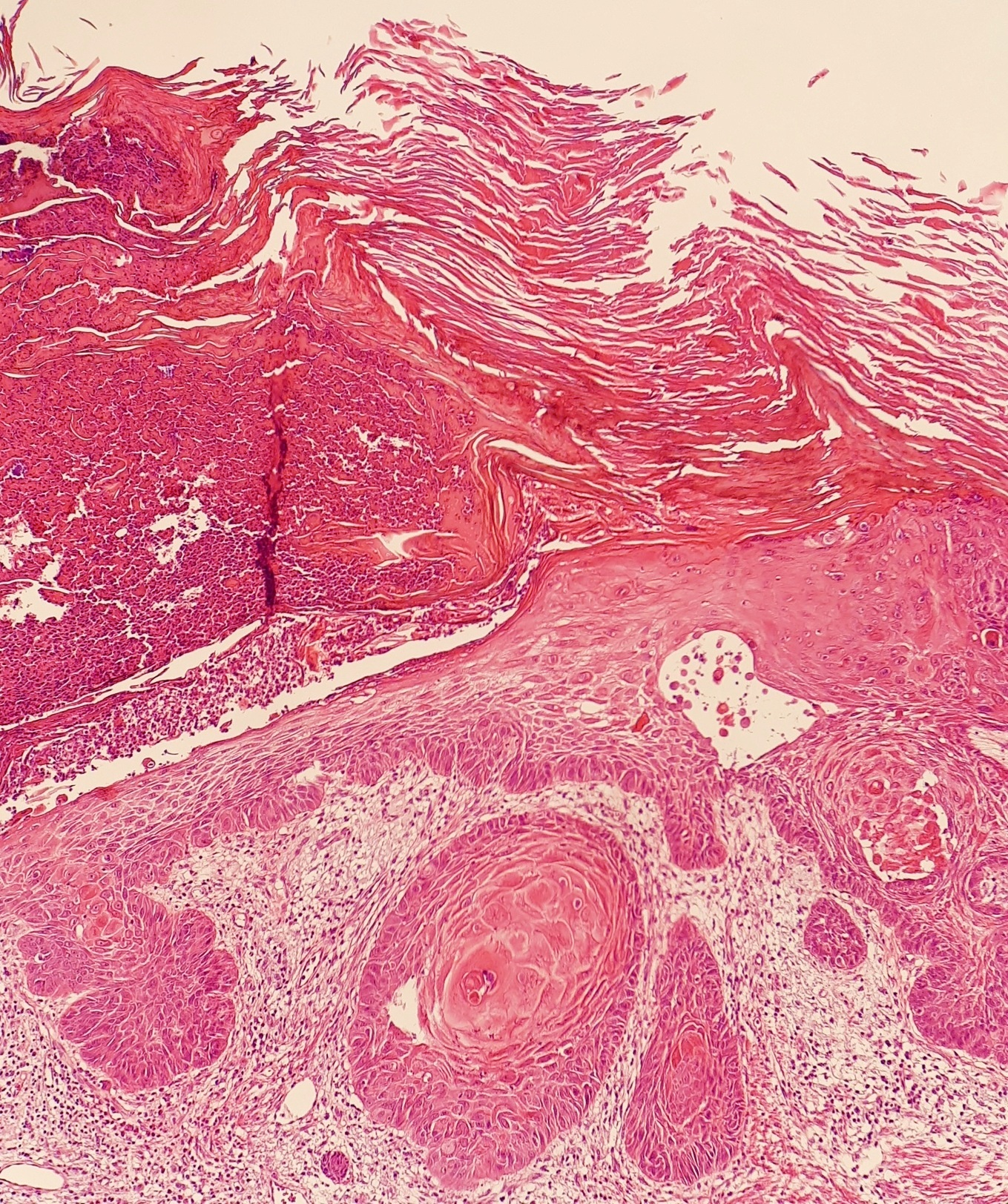
مرز زخم سرطان پوست سلول سنگفرشی، نشان دهنده زخم با سلول های التهابی در سمت چپ، هیپرکراتوز در سمت راست، و لانه های پوستی مهاجم با سلول های مشخصه با سیتو ائوزینوفیل فراوان است.

تشخیص از طریق بیوپسی از بافت یا بافت‌های مشکوک به تحت تأثیر قرار گرفتن اس سی سی تأیید می‌شود. برای پوست، به زیر بیوپسی پوست نگاه کنید.
ظاهر پاتولوژیک سرطان سلول سنگفرشی با عمق بیوپسی متفاوت است. به همین دلیل برای تشخیص صحیح بیوپسی شامل بافت زیر جلدی و اپیتلیوم بازیلار به سطح ضروری است. انجام بیوپسی اصلاحی (به بیوپسی پوست مراجعه کنید) ممکن است اطلاعات کافی برای تشخیص به دست نیاورد. بیوپسی ناکافی ممکن است به عنوان کراتوز اکتینیک با درگیری فولیکولی خوانده شود. بیوپسی عمیق‌تر تا درم یا بافت زیر جلدی ممکن است سرطان واقعی را نشان دهد. بیوپسی اکسیزیون ایده‌آل است، اما در بیشتر موارد عملی نیست. بیوپسی برشی یا پانچ ترجیح داده می‌شود. بیوپسی اصلاح حداقل ایده‌آل است، به خصوص اگر فقط قسمت سطحی بدست آید.

### مشخصات
از نظر هیستوپاتولوژیک، اپیدرم در اس سی سی in situ (بیماری بوون) هیپرکراتوز و پاراکراتوز را نشان خواهد داد. همچنین آکانتوز مشخصی با ازدیاد طول و ضخیم شدن برجستگی‌های رته وجود خواهد داشت. این تغییرات باعث سلول‌های کراتینوسیتی می‌شود که اغلب بسیار آتیپیک هستند و در واقع ممکن است ظاهر غیرعادی‌تری نسبت به اس سی سی مهاجم داشته باشند. آتیپی تمام ضخامت اپیدرم را در بر می‌گیرد و کراتینوسیت‌ها فعالیت میتوزی شدید، پلئومورفیسم و هسته‌های بسیار بزرگ شده را نشان می‌دهند. آنها همچنین بلوغ و قطبیت خود را از دست می‌دهند و به اپیدرم ظاهری نامنظم یا «وزش باد» می‌دهند.
دو نوع سلول چند هسته‌ای ممکن است دیده شود: اولی به‌عنوان یک سلول غول‌پیکر چند هسته‌ای ظاهر می‌شود و دومی به‌عنوان یک سلول دیسکراتوتیک غرق شده در سیتوپلاسم کراتینوسیت ظاهر می‌شود. گاهی اوقات، سلول‌های اپیدرم فوقانی تحت واکوئل شدن قرار می‌گیرند و سیتوپلاسم ائوزینوفیلیک فراوان و شدیدی را نشان می‌دهند. ممکن است یک ارتشاح لنفوهیستوسیتی خفیف تا متوسط در درم فوقانی تشخیص داده شود.

### بیماری بوون
بیماری بوون اساساً با اس سی سی در محل، زمانی که از غشای پایه تهاجم نکرده باشد، معادل است و به جای آن استفاده می‌شود. بسته به منبع، به عنوان پیش سرطانی یا اس سی سی در محل (از لحاظ فنی سرطانی اما غیر تهاجمی) طبقه‌بندی می‌شود. در اس سی سی in situ (بیماری بوون)، سلول‌های سنگفرشی آتیپیک در تمام ضخامت اپیدرم تکثیر می‌شوند. کل تومور به اپیدرم محدود می‌شود و به درم حمله نمی‌کند. سلول‌ها اغلب در زیر میکروسکوپ بسیار آتیپیک هستند و در واقع ممکن است غیرعادی تر از سلول‌های برخی از سرطان‌های سلول سنگفرشی مهاجم به نظر برسند.
اریتروپلازی کویرات نوع خاصی از بیماری بوون است که می‌تواند روی غده یا پیش‌پوسه در مردان ایجاد شود، : 733  : 656  و فرج در زنان. این بیماری عمدتاً در مردان ختنه نشده، بالای ۴۰ سال رخ می‌دهد. این نام برای متخصص پوست فرانسوی لوئیس کویرات (۱۸۵۶–۱۹۳۳)، که رئیس سرویس پوست l'Hôpital Ricord، یک بیمارستان مقبول در پاریس، اکنون بیمارستان کوچین(به فرانسوی: Hôpital Cochin) بود، گرفته شده‌است.

### بیماری تهاجمی
در اس سی سی مهاجم، سلول‌های تومور از طریق غشای پایه نفوذ می‌کنند. تشخیص نفوذ در مراحل اولیه تهاجم تا حدودی دشوار است: با این حال، شاخص‌های اضافی مانند آتیپی اپیدرمی با ضخامت کامل و درگیری فولیکول‌های مو می‌توانند برای تسهیل تشخیص استفاده شوند. مراحل بعدی تهاجم با تشکیل لانه‌های سلول‌های تومور غیر معمول در درم مشخص می‌شود که اغلب با یک نفوذ التهابی مربوطه همراه است.

## جلوگیری
لباس‌های مناسب ضدآفتاب، استفاده از کرم‌های ضدآفتاب با طیف وسیع (UVA/UVB) با حداقل SPF 50 و اجتناب از قرار گرفتن در معرض شدید آفتاب ممکن است از سرطان پوست پیشگیری کند. مروری بر ضدآفتاب در سال ۲۰۱۶ برای جلوگیری از سرطان سلول سنگفرشی پوست شواهد کافی برای نشان دادن مؤثر بودن آن یافت.

## مدیریت
اکثر کارسینوم‌های سلول سنگفرشی با جراحی برداشته می‌شوند. چند مورد انتخاب شده با داروهای موضعی درمان می‌شوند. برداشتن جراحی با حاشیه آزاد بافت سالم یک روش درمانی مکرر است. رادیوتراپی، که به عنوان پرتودرمانی خارجی یا براکی تراپی (رادیوتراپی داخلی) انجام می‌شود، همچنین می‌تواند برای درمان کارسینوم سلول سنگفرشی استفاده شود. شواهد کمی در مورد مقایسه اثربخشی درمان‌های مختلف برای اس سی سی غیر متاستاتیک پوست وجود دارد.
جراحی Mohs اغلب مورد استفاده قرار می‌گیرد. پزشکان به عنوان درمان انتخابی برای کارسینوم سلول سنگفرشی پوست از روشی برای درمان کارسینوم سلول سنگفرشی دهان، گلو و گردن نیز استفاده کرده‌اند. یک روش معادل استانداردهای CCPDMA می‌تواند توسط آسیب‌شناس در غیاب یک پزشک آموزش دیده توسط Mohs استفاده شود. پرتودرمانی اغلب پس از آن در سرطان‌های پرخطر یا انواع بیماران استفاده می‌شود. پرتودرمانی یا رادیوتراپی نیز می‌تواند یک گزینه مستقل در درمان اس سی سی باشد. به عنوان یک گزینه غیر تهاجمی، براکی تراپی یک امکان بدون درد برای درمان نواحی خاص، اما نه تنها سخت، مانند لاله گوش یا دستگاه تناسلی است. نمونه ای از این نوع درمان، براکی تراپی با دوز بالا Rhenium-SCT است که از خاصیت ساطع پرتوهای بتا رنیوم-188 استفاده می‌کند. منبع تابش در ترکیبی محصور شده‌است که مستقیماً روی ضایعه روی یک فویل محافظ نازک اعمال می‌شود. به این ترتیب منبع تابش می‌تواند در مکان‌های پیچیده اعمال شود و تابش به بافت سالم به حداقل برسد.
پس از برداشتن سرطان، بسته شدن پوست برای بیمارانی که میزان شلی پوست آنها کاهش یافته‌است، شامل پیوند پوست با ضخامت تقسیم می‌شود. محل اهدا کننده انتخاب می‌شود و پوست به اندازه کافی برداشته می‌شود تا محل اهدا کننده به خودی خود بهبود یابد. فقط اپیدرم و مقداری از درم از ناحیه اهدا کننده گرفته می‌شود که به محل اهدا کننده اجازه می‌دهد تا بهبود یابد. پوست را می‌توان با استفاده از درماتوم مکانیکی یا چاقوی Humby برداشت.
الکترودسیکاسیون و کورتاژ (EDC) را می‌توان بر روی کارسینوم سلول سنگفرشی پوست انجام داد. در مناطقی که اس سی سی‌ها غیر تهاجمی شناخته شده‌اند و بیمار دچار سرکوب سیستم ایمنی نیست، EDC می‌توان با سرعت درمان خوب تا کافی انجام داد.
گزینه‌های درمانی اس سی سی in situ (بیماری بوون) شامل درمان فتودینامیک با اسید ۵-آمینولوولینیک، کرایوتراپی، ۵-فلوراوراسیل یا ایمیکیمود موضعی و برش است. یک متاآنالیز شواهدی را نشان داد که PDT موثرتر از سرما درمانی است و نتایج زیبایی بهتری دارد. به‌طور کلی شواهدی برای مقایسه اثربخشی همه گزینه‌های درمانی وجود ندارد.
کارسینوم سلول سنگفرشی پرخطر، همان‌طور که در اطراف چشم، گوش یا بینی ایجاد می‌شود، اندازه بزرگی دارد، تمایز ضعیفی دارد و به سرعت رشد می‌کند، نیاز به مدیریت تهاجمی‌تر و چند رشته‌ای دارد.
1. بلوک کردن جراحی در صورت قابل لمس شدن غدد یا در موارد زخم مارجولین، اما فایده برش پیشگیری کننده غدد لنفاوی با زخم مارجولین ثابت نشده‌است.
2. رادیوتراپی
3. حتی در صورت عدم وجود شواهدی برای متاستاز موضعی، ممکن است درمان کمکی در افراد مبتلا به اس سی سی پرخطر در نظر گرفته شود.  ایمی‌کیمود (Aldara) با موفقیت برای کارسینوم سلول سنگفرشی در محل پوست و آلت تناسلی استفاده شده‌است، اما عوارض و ناراحتی درمان شدید است. یک مزیت نتیجه زیبایی است: پس از درمان، پوست شبیه پوست معمولی بدون زخم و عوارض معمول مربوط به برش استاندارد است. Imiquimod برای سرطان سلول سنگفرشی مورد تأیید FDA نیست.

به‌طور کلی، کارسینوم سلول سنگفرشی خطر عود موضعی بالایی دارد و تا ۵۰ درصد عود می‌کنند. معاینات مکرر پوست با متخصص پوست پس از درمان توصیه می‌شود.

## پیش‌بینی
پیامد طولانی مدت کارسینوم سلول سنگفرشی به عوامل متعددی بستگی دارد: نوع فرعی کارسینوم، درمان‌های موجود، محل و شدت، و متغیرهای مختلف مرتبط با سلامت بیمار (بیماری‌های همراه، سن و غیره).). به‌طور کلی، نتیجه درازمدت مثبت است، زیرا کمتر از ۴٪ موارد کارسینوم سلول سنگفرشی در معرض خطر متاستاز هستند. هنگامی که متاستاز می‌دهد، شایع‌ترین اندام‌های درگیر ریه‌ها، مغز، استخوان و سایر نقاط پوست هستند.
یک مطالعه نشان داد که کارسینوم سلول سنگفرشی آلت تناسلی نسبت به سایر اشکال دیگر کارسینوم سلول سنگفرشی نسبت به سایر اشکال مرگ و میر بسیار بیشتری دارد، یعنی حدود ۲۳ درصد اگرچه این میزان مرگ و میر نسبتاً بالا ممکن است با تشخیص احتمالاً نهفته آلت تناسلی مرتبط باشد. بیماری ناشی از اجتناب بیماران از معاینه تناسلی تا زمانی که علائم ناتوان کننده باشد، یا امتناع از انجام عمل جراحی احتمالاً زخم بر روی اندام تناسلی. کارسینوم سلول سنگفرشی که در جمعیت پیوند عضو رخ می‌دهد نیز با خطر بالاتر مرگ و میر همراه است.

## همه‌گیری

مرگ استاندارد سنی ناشی از ملانوم و سایر سرطان‌های پوست در هر ۱۰۰۰۰۰ ساکنان در سال 2004.

شیوع سرطان سلول سنگفرشی در سراسر جهان همچنان در حال افزایش است. یک مطالعه اخیر تخمین زده‌است که در سال ۲۰۱۳ بین ۱۸۰۰۰۰ تا ۴۰۰۰۰۰ مورد اس سی سی در ایالات متحده وجود. عوامل خطر برای کارسینوم سلول سنگفرشی با سن، جنسیت، نژاد، جغرافیا و ژنتیک متفاوت است. بروز اس سی سی با افزایش سن افزایش می‌یابد و اوج بروز معمولاً در حدود ۶۰ سالگی است. مردان به نسبت ۲:۱ در مقایسه با ماده‌ها به اس سی سی مبتلا می‌شوند. قفقازی‌ها بیشتر در معرض ابتلا هستند، به خصوص آنهایی که پوست روشن دارند یا افرادی که به‌طور مزمن در معرض اشعه UV هستند.
کارسینوم سلول سنگفرشی پوست را می‌توان در تمام نواحی بدن یافت، اما در نواحی مکرر در معرض آفتاب مانند صورت، پاها و بازوها شایع است. دریافت‌کنندگان پیوند عضو جامد (قلب، ریه، کبد، پانکراس، و غیره) نیز در معرض خطر ابتلا به اس سی سی تهاجمی و پرخطر هستند. همچنین چند بیماری مادرزادی نادر مستعد بدخیمی پوستی هستند. در مکان‌های جغرافیایی خاص، قرار گرفتن در معرض آرسنیک در آب چاه یا از منابع صنعتی ممکن است به‌طور قابل توجهی خطر اس سی سی را افزایش دهد.

## تصاویر اضافی

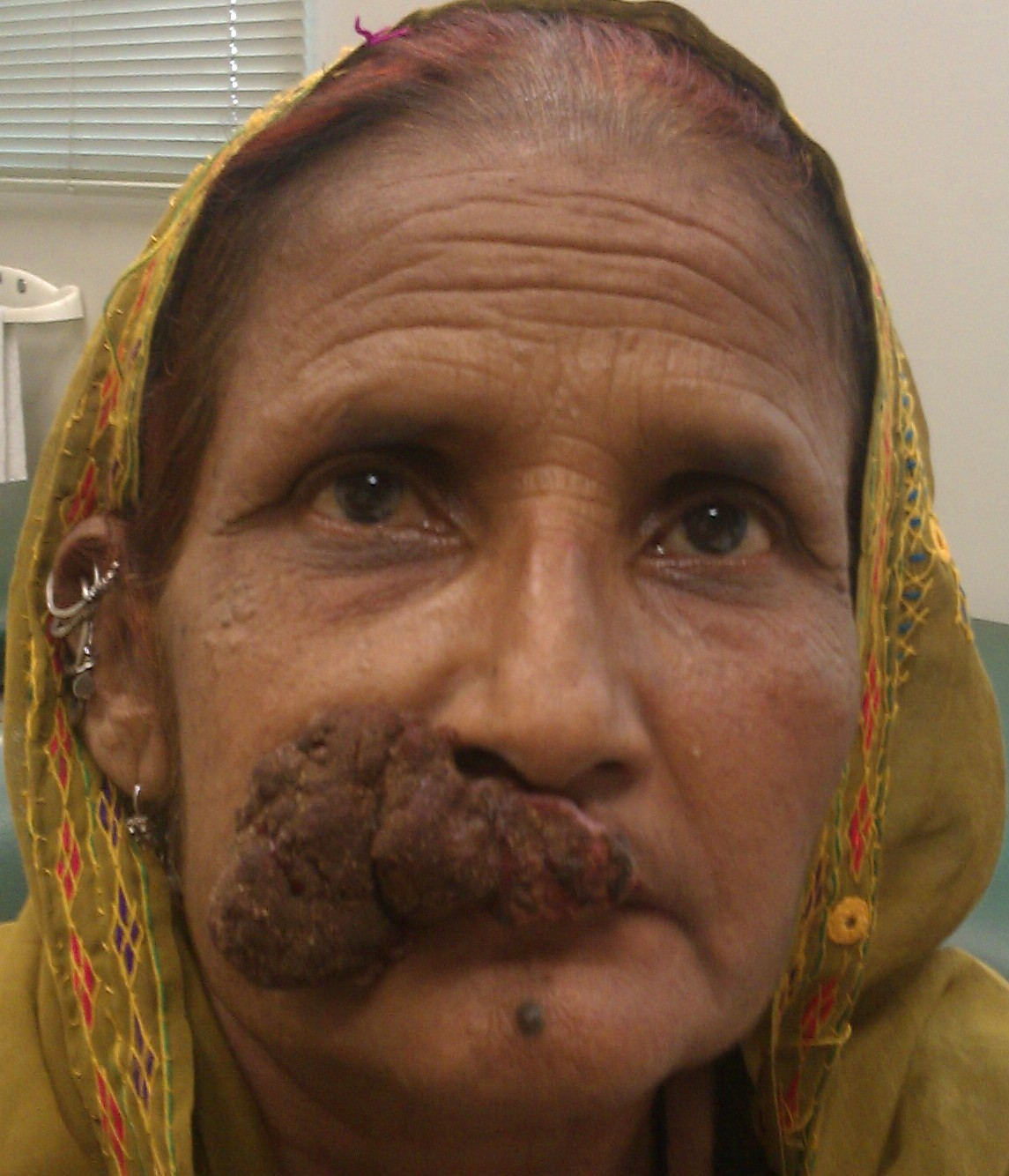
کارسینوم سلول سنگفرشی ثابت شده با بیوپسی
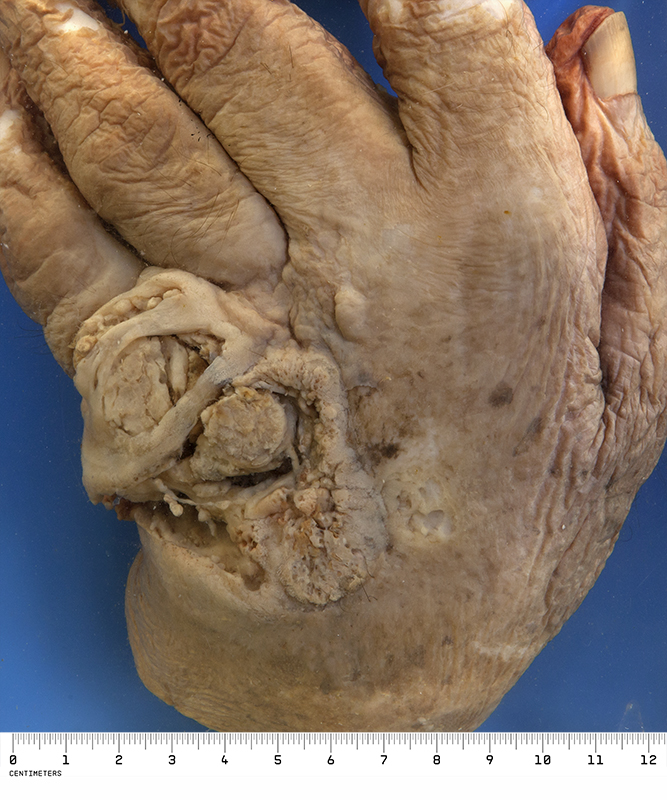
کارسینوم سنگفرشی پشت دست
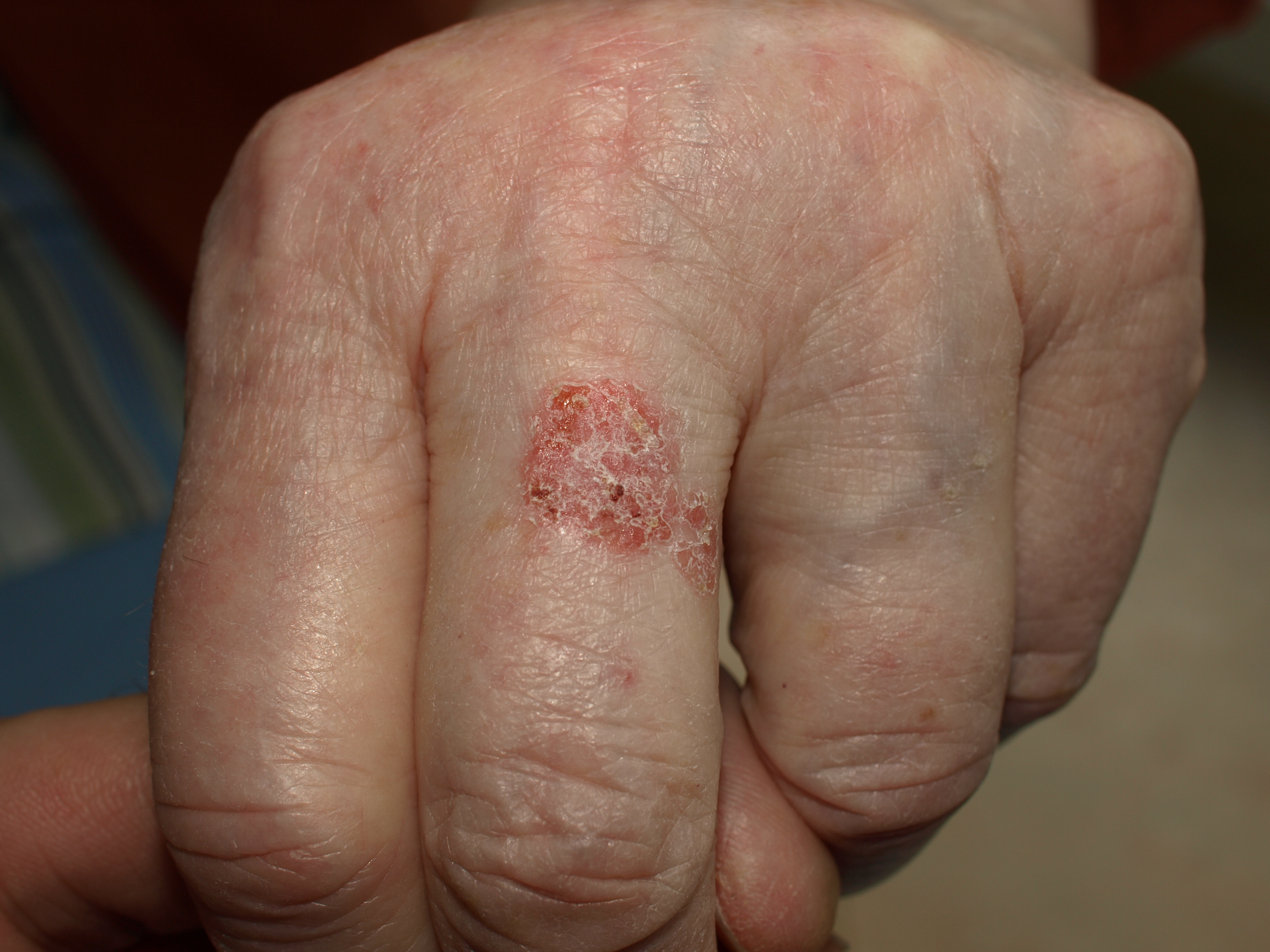
SCC in situ ( بیماری بوون ).
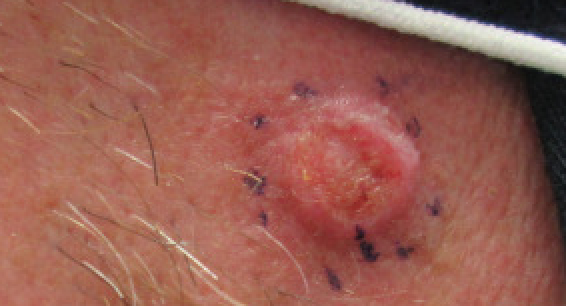
کارسینوم سلول سنگفرشی، سمت راست گونه. قبل از بیوپسی، ضایعه با نشانگر آبی با خط چین مشخص شده‌است